# Caladieae
Caladieae, tribus iz biljne porodice kozlačevki, dio potporodice Aroideae. Sastoji se od najmanje sedam rodova od kojih je tipičan kaladij sa 17 vrsta iz Srednje i Južne Amerike.

## Rodovi
1. Jasarum G. S. Bunting (1 sp.)
2. Hapaline Schott (9 spp.)
3. Caladium Vent. (20 spp.)
4. Syngonium Schott (40 spp.)
5. Filarum Nicolson (1 sp.)
6. Ulearum Engl. (2 spp.)
7. Chlorospatha Engl. (70 spp.)
8. Xanthosoma Schott (205 spp.)
9. Scaphispatha Brongn. ex Schott (2 spp.)
10. Idimanthus E. G. Gonç. (1 sp.)
11. Zomicarpa Schott (3 spp.)
12. Zomicarpella N. E. Br. (2 spp.)